# Stammheim (Stuttgart)
Koordinaten: 48° 51′ N, 9° 9′ O
Stammheim ist der nördlichste Stadtbezirk von Stuttgart, gelegen zwischen dem Stadtbezirk Zuffenhausen im Osten und Süden, dem Langen Feld mit seinen fruchtbaren, bis zu 10 m dicken Löss-Schichten im Westen und Nordwesten sowie der Stadt Kornwestheim im Norden.
Im Gegensatz zu seinen Nachbarorten entwickelte sich Stammheim aus einer bäuerlichen Gemeinschaft zu einer Wohnsiedlung mit über 13.000 Einwohnern (2024). Stammheim ist gekennzeichnet durch alte Villenviertel und moderne Siedlungen mit Ein- und Mehrfamilienhäusern. Das freie Feld oder Schrebergarten-Areale sind von jedem Punkt aus in wenigen Minuten zu Fuß erreichbar.

## Geschichte

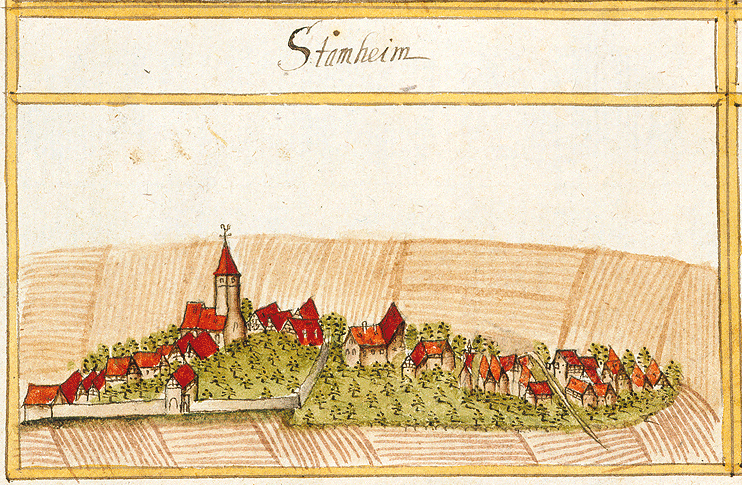
Stammheim 1682, Forstlagerbuch von Andreas Kieser

Archäologische Funde wie steinzeitliche Grabhügel und keltische Siedlungsreste belegen eine Besiedlung des heutigen Stammheimer Gebiets bereits in vor- und frühgeschichtlicher Zeit. In vorgeschichtlicher Zeit war die gesamte Fläche Stammheims von einem dichten Netz kleiner Bachläufe durchzogen, die dem Einzugsgebiet des Feuerbachs angehörten. Die fruchtbare Landschaft mit mächtiger Lössbedeckung machte das Gebiet besonders siedlungsgünstig, daher liegt eine kontinuierliche Besiedlung nahe.
Siedlungsspuren aus der mittleren und jungsteinzeitlichen Epoche wurden ebenso nachgewiesen wie solche aus der Bronze- und Eisenzeit. Um 3000 v. Chr. lebten Menschen im Bereich Sieben Morgen und Stammheim Süd. Während der Keltenzeit, um 500 v. Chr., kamen die Römer in die Region. Zwei römische Gutshöfe wurden in den Gewannen Emerholz und Bildäcker gefunden. Um 260 n. Chr. wurden die Römer von den Alamannen verdrängt. Der Siedlungskern des alamannischen Dorfes dürfte sich in der Nähe des heutigen Schloss Stammheim befunden haben. Grabfunde auf dem Stammheimer Friedhof deuten auf ein Reihengräberfeld aus dem 6. und 7. Jahrhundert im Gewann Bildäcker hin.
Die Ortsnamensendung „-heim“ lässt darauf schließen, dass Stammheim erst nach 700 n. Chr., unter fränkischer Herrschaft, seinen Namen erhielt. Bis etwa 1120 war der Ort im Besitz der Grafen von Calw, ehe er über die Welfen an die Pfalzgrafen von Tübingen überging.
Die weitere Geschichte ist eng mit dem Adelsgeschlecht derer von Stammheim verbunden, das aus Berg bei Cannstatt stammte. Die erste, wenngleich umstrittene, urkundliche Erwähnung vom 20. Juni 1192 nennt Dietrich von Stammheim als Empfänger einer kaiserlichen Schenkung. In der Johanneskirche sind noch heute die Grabsteine dieses Geschlechts erhalten.
Nach dem Niedergang der Grafen von Tübingen gelangte der Glemsgau, zu dem Stammheim gehörte, im Jahr 1308 durch Kauf an Graf Eberhard von Württemberg. Konrad II. von Stammheim wurde für seine Verdienste mit „halb Burg und Dorf Stammheim, einem Hof zu Hegnach sowie Weinbergen und Gütern in Fellbach“ belehnt. Viele Angehörige der Familie waren Offiziere oder bekleideten hohe Ämter. Besondere Bekanntheit erlangte ein Minnesänger aus der Familie um das Jahr 1230, von dem ein Lied in der Manessischen Liederhandschrift (heute Universitätsbibliothek Heidelberg) überliefert ist.
Die ehemals selbständige, zum Oberamt Ludwigsburg gehörige Gemeinde Stammheim wurde am 1. April 1942 nach Stuttgart eingemeindet und bei der Einteilung der Stadt Stuttgart in Stadtbezirke im Jahre 1956 zu einem eigenständigen Stadtbezirk erklärt. Bei der Neugliederung der Stuttgarter Stadtteile zum 1. Januar 2001 wurde der Stadtbezirk Stammheim in die beiden Stadtteile Stammheim-Mitte und Stammheim-Süd aufgeteilt.

## Verkehr

### Straßenverkehr
Der Stadtbezirk Stammheim ist über die B 10 (Karlsruhe – Stuttgart – Ulm) und über die Anschlussstelle Stuttgart-Zuffenhausen der A 81 zu erreichen. Die private Pkw-Dichte ist im Vergleich zur Stadt Stuttgart hoch.

### Öffentliche Verkehrsmittel
Weiterhin ist Stammheim mit den öffentlichen Verkehrsmittel zu erreichen. Es verkehren die Buslinien 99 (von Zuffenhausen nach Stammheim), 412 (von Pattonville über Kornwestheim nach Stammheim) und 508 (von Ludwigsburg über Möglingen und Stammheim nach Zuffenhausen). Abends verkehrt die Linie 52 Richtung Bad-Cannstatt und an den Wochenenden fährt der Nachtbus N4 von/zum Schlossplatz. Am besten aber ist vom Stuttgarter Stadtzentrum her der Stadtbezirk mit der Stadtbahnlinie U15 (zeitweise Heumaden -) Ruhbank/Fernsehturm – Hauptbahnhof – Stammheim zu erreichen. Seit Dezember 2022 gibt es auch einen Ortsbus (Buslinie 98), der zwölf Sitzplätze bietet und im 30-Minuten-Takt verkehrt.

### Straßenbahn und Stadtbahn
Am 13. Mai 1950 wurde die Straßenbahnverbindung nach Stammheim als erste Neubaustrecke der Straßenbahn Stuttgart nach dem Zweiten Weltkrieg eröffnet. Am 14. Mai 1950 übernahm die Linie 5 auf der Strecke von Stammheim nach Möhringen den planmäßigen Betrieb.
Der Sänger Wolle Kriwanek, der damals in Stammheim wohnte, hat dieser Zeit mit dem Lied „I muaß dui Sroßabaa no kriega, bloß dr Fenfer brengt mi hoim ...“ (Ich muss diese Straßenbahn noch erreichen, denn nur die Linie 5 bringt mich nach Hause …) ein musikalisches Denkmal gesetzt.
Durch die Umstellung von Straßenbahn auf Stadtbahn wurde die Linie 5 im Jahr 1990 eingestellt und durch die Linie U5 ersetzt, die aber von Möhringen nach Stuttgart-Freiberg fuhr. Nach Stammheim fuhr seitdem die Linie 15, welche vorher nach Stuttgart-Freiberg verkehrte. Diese führte bis zum 8. Dezember 2007 von Stammheim über Zuffenhausen und Stuttgart Hauptbahnhof nach Ruhbank/Fernsehturm.
Im Zuge der Umstellung der Linie 15 von Straßenbahn- auf Stadtbahnbetrieb wurden von September 2005 bis Dezember 2007 zunächst die Strecken Olgaeck – Ruhbank/Fernsehturm und Pragfriedhof – Löwentor unter Beibehaltung der Meterspur für den Museumsverkehr ausgebaut und mit einem Dreischienengleis versehen. Von 2008 bis Dezember 2011 wurde der verbleibende Abschnitt zwischen Zuffenhausen und Stammheim ausgebaut. Während der Bauphase fuhr die Stadtbahnlinie U15 nur bis Zuffenhausen; ab hier bestand bis zum 10. Dezember 2011 mit der Buslinie U15E ein Schienenersatzverkehr nach Stammheim. Im Abendverkehr verkehrt auch die Buslinie 52 (Bad Cannstatt – Hallschlag – Burgholzhof – Zuffenhausen – Borkumstraße Neuwirtshaussiedlung (– Stammheim Korntaler Straße) durchgehend) bis Stammheim.
Am 10. Dezember 2011 wurde die neue Stadtbahnlinie ab Zuffenhausen/Rathaus nach Stammheim offiziell eröffnet. Die Fahrzeit in die Innenstadt betrug 23 Minuten. Seit 14. September 2013, nach Fertigstellung der U12 zum Hallschlag, fährt die U15 nicht mehr den kleinen Umweg über die Nordbahnhofstraße, sondern auf direktem Weg über die Heilbronner Straße in die Stadt. Damit verkürzt sich die Fahrzeit um 5 auf 18 Minuten.

### Radverkehr
Quer durch Stammheim verläuft die Hauptradroute (HRR) 8, die allerdings noch nicht ausgeschildert ist. Sie verläuft von Mühlhausen über das nördliche Zuffenhausen kommend auf die Langenäcker und weiter über die Kameralamtstraße und Kornwestheimer Straße in die Münchinger Straße bis zur Stadtgrenze am Waldrand. Die Weiterführungen durch den Wald nach Kallenberg oder am Waldrand Richtung Münchingen sind nicht alltagstauglich ausgebaut.
2025 soll die Burtenbachstraße zur Fahrradstraße umgebaut werden. Sie war einst eine der ersten Einbahnstraßen in Stuttgart, die für den Radverkehr in Gegenrichtung geöffnet wurden.
Als Freizeitroute führt die beschilderte Rundstrecke Radel-Thon durch Stammheim. Sie verläuft durch den südlichen Teil des Stadtbezirks (Micha-Klamm-Weg und Heutingsheimer Straße) und verbindet Stammheim mit Korntal und in der anderen Richtung über Umwege mit Kornwestheim, Zazenhausen und Mühlhausen.
Weitere wichtige Verbindungen für den Radverkehr sind bislang nicht als Hauptradroute eingestuft, etwa direkt nach Korntal, nach Kornwestheim, über die Mitte Zuffenhausens Richtung Stadtzentrum oder nach Möglingen. In der zentralen Straße des Stadtbezirks, der Freihofstraße, besteht zum Teil die Situation, dass es zwischen den Kfz-Stellplätzen und den Stadtbahnschienen keinen sicheren Platz zum Radfahren gibt.

## Kultur und Sehenswürdigkeiten

### Sehenswürdigkeiten

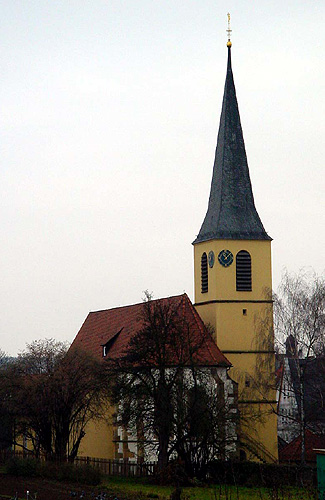
Evangelische Johanneskirche

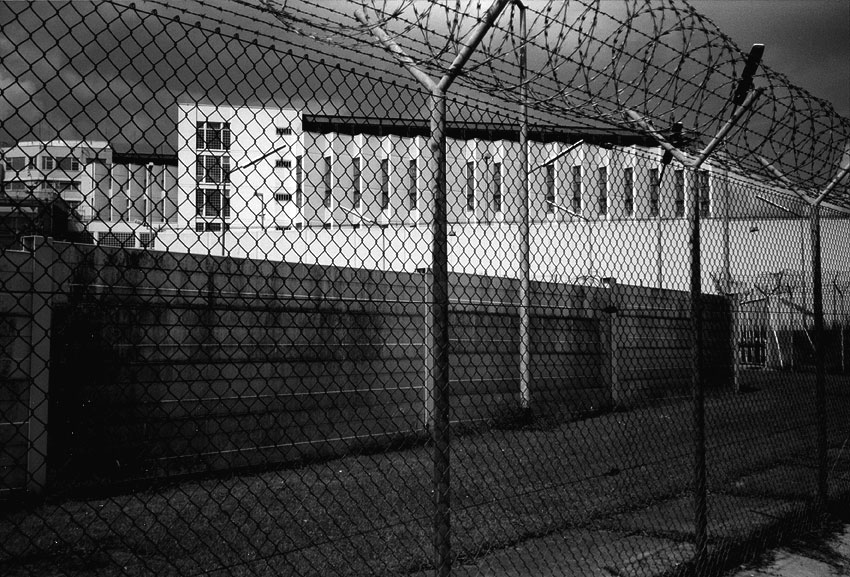
Justizvollzugsanstalt Stuttgart-Stammheim 1997, Fotoarbeit Stammheim Zyklus von Ralph Ueltzhoeffer

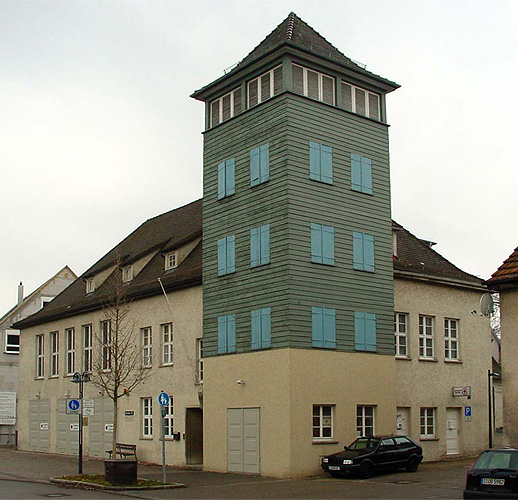
Magazin der Freiwilligen Feuerwehr, erbaut 1934

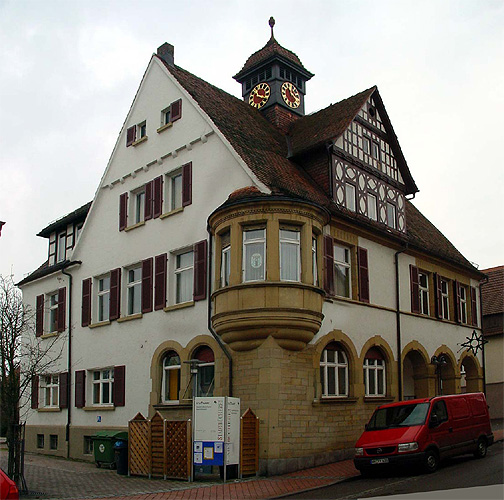
Rathaus mit ehemaliger Polizeistation

- Das Schloss Stammheim (Stuttgart), erbaut 1579 von Heinrich Schickhardt
- Schloss-Scheuer Stammheim der Rudolf Schmid und Hermann Schmid-Stiftung
- Heimatmuseum Stammheim

### Sport
Der TV Stammheim ist mit einer Männer- und einer Frauenmannschaft in der Faustball-Bundesliga vertreten.

## Öffentliche Einrichtungen

### Justizvollzugsanstalt
Bekannt geworden ist Stammheim durch die Justizvollzugsanstalt Stuttgart, die zwischen 1959 und 1963 nach den damals modernsten Erkenntnissen der Sicherheit erbaut wurde. Deren bekannteste Insassen waren seit Mitte der 1970er Jahre u. a. einige der führenden Mitglieder der Rote Armee Fraktion.

### Freiwillige Feuerwehr Stammheim
Eine Freiwillige Feuerwehr Stammheim gibt es seit dem Jahre 1825. Ursprünglich war die FF Stammheim als so genannte Rottenwehr für die Stammheimer Bürger im Schadensfall zur Stelle. Bereits in den Anfangsjahren der Feuerwehr Stammheim bekämpften die „Stammheimer Feuerwehrmänner“ einen Brand des Stuttgarter Schlosses gemeinsam mit der damaligen Feuerwehr Stuttgart. Das urkundlich bestätigte Gründungsjahr als Freiwillige Feuerwehr Stammheim ist auf das Jahr 1881 datiert. Somit gehört die FF Stammheim zu den ältesten Freiwilligen Feuerwehren in Stuttgart.
Seit dem 29. April 2016 hat die Feuerwehr in Stuttgart Stammheim ein neues Magazin.
Heute ist die FF Stammheim ein fester Bestandteil in der Gefahrenabwehr und im Katastrophenschutz der Stadt Stuttgart. Gemeinsam mit der Berufsfeuerwehr Stuttgart wird sie zu Schadensfällen in Stammheim, Neuwirtshaus sowie Zuffenhausen und Feuerbach alarmiert. Zusätzlich zählt zum Stammheimer Einsatzgebiet die Schnellfahrstrecke Mannheim–Stuttgart mit der Tunnel Langes Feld der Deutschen Bahn. Im Rahmen des Deutschlandtakts ist ferner der Tunnel Stammheim vorgesehen, der die Schnellfahrstrecke auf direktem Weg mit dem Tunnel Feuerbach verbinden soll.
Neben der Aktivenabteilung und einer Altersabteilung gibt es seit 1978 eine Jugendfeuerwehr.

## Persönlichkeiten
- Heinrich Schickhardt (* 5. Februar 1558; † 14. Januar 1635 in Stuttgart) war ein Hofbaumeister des Herzogtum Württembergs und ein bedeutender Baumeister der Hochrenaissance Deutschlands.
- Carl Christoph Lörcher (* 2. Juli 1884 in Stammheim; † 1966): Deutscher Architekt.
- Wolfgang Kriwanek (* 29. Dezember 1949 in Stammheim; † 20. April 2003 in Backnang): Sänger, schwäbischer Rockmusiker. Sein Lied „Stroßaboh“ („Straßenbahn“) beschreibt eine verhinderte Heimfahrt aus der Stuttgarter Innenstadt nach Stammheim.[9]
- Albrecht Gralle (* 23. November 1949): Baptistischer Geistlicher und Autor zahlreicher Bücher.
- Arne Gabius (* 22. März 1981): Ehemaliger deutscher Mittel- und Langstreckenläufer.[10]
- Anja Wicker (* 22. Dezember 1991): Paralympische Goldmedaillengewinnerin Biathlon.[11]

## Politik
- Grüne: 2
- SPD: 1
- FDP: 1
- FW: 1
- CDU: 4
- AfD: 2

### Bezirksvorsteher
Julian Deifel ist seit 2023 Bezirksvorsteher in Stammheim. In dieser Funktion ist er Vorsitzender des Bezirksbeirats sowie Kinderbeauftragter und Ehrenamtsbeauftragter des Stadtbezirks.

### Bezirksbeirat
Dem Bezirksbeirat Stammheim gehören auf Grund der Einwohnerzahl des Stadtbezirks 11 ordentliche und ebenso viele stellvertretende Mitglieder an. Seit der letzten Kommunalwahl 2024 gilt folgende Sitzverteilung:
- CDU: 4
- Bündnis 90/Die Grünen: 2
- SPD: 1
- AfD: 2
- Freie Wähler: 1
- FDP: 1

Zudem gibt es insgesamt 4 beratende Mitglieder (mit Stellvertretungen) für den Jugendrat (2), Einwohner mit Migration (1) und die Landwirtschaft (1).

### Wappen
| Wappen von Stammheim | Blasonierung: „In Blau ein bewurzelter goldener Baumstumpf (Stamm), darüber ein goldenes Hufeisen.“ |
| Wappen von Stammheim | Wappenbegründung: Das Wappen wurde 1930 entwickelt und zeigt einen schrägen Stamm (als redendes Element für die Silbe „Stamm-“ des Ortsnamens) unter einem Hufeisen. Die Bedeutung oder Herkunft des Hufeisens ist nicht bekannt; es könnte ein Symbol für die Landwirtschaft oder für Glück gewesen sein. Die Farben wurden 1934 offiziell festgelegt. |

## Bevölkerungsentwicklung
| 1980   | 1990   | 2000   | 2010   | 2020   | 2024   |
| ------ | ------ | ------ | ------ | ------ | ------ |
| 10.039 | 11.745 | 12.233 | 12.135 | 12.384 | 13.058 |